# Yunganastes bisignatus
Espèce
Synonymes
- Hylodes gollmeri var. bisignata Werner, 1899
- Eleutherodactylus bisignatus (Werner, 1899)
- Pristimantis bisignatus (Werner, 1899)

Statut de conservation UICN

 EN B1ab(iii) : En danger
Yunganastes bisignatus est une espèce d'amphibiens de la famille des Craugastoridae.

## Répartition
Cette espèce est endémique du département de La Paz en Bolivie. Elle se rencontre de la province d'Inquisivi à la province de Nor Yungas entre 1 850 et 2 700 m d'altitude.

## Publication originale
- Werner, 1899 : Beschreibung neuer Reptilien und Batrachier. Zoologischer Anzeiger, vol. 22, no 4, p. 479-484 (texte intégral).